# Premi BAFTA 1968
I premi della 21ª edizione dei British Academy Film Awards furono conferiti nel 1968 dalla British Academy of Film and Television Arts alle migliori produzioni cinematografiche del 1967.

## Vincitori e candidati

### Miglior film internazionale (Best Film from any Source)
- Un uomo per tutte le stagioni (A Man for All Seasons), regia di Fred Zinnemann
- La calda notte dell'ispettore Tibbs (In the Heat of the Night), regia di Norman Jewison
- Gangster Story (Bonnie and Clyde), regia di Arthur Penn
- Un uomo, una donna (Un homme et une femme), regia di Claude Lelouch

### Miglior film britannico (Best British Film)
- Un uomo per tutte le stagioni (A Man for All Seasons)
- Blow-Up (Blowup), regia di Michelangelo Antonioni
- Chiamata per il morto (The Deadly Affair), regia di Sidney Lumet
- L'incidente (Accident), regia di Joseph Losey

### Migliore attore britannico (Best British Actor)
- Paul Scofield – Un uomo per tutte le stagioni (A Man for All Seasons)
- Dirk Bogarde – L'incidente (Accident)
- Dirk Bogarde – Tutte le sere alle nove (Our Mother's House)
- Richard Burton – La bisbetica domata (The Taming of the Shrew)
- James Mason – Chiamata per il morto (The Deadly Affair)

### Migliore attrice britannica (Best British Actress)
- Edith Evans – Bisbigli (The Whisperers)
- Barbara Jefford – Ulysses
- Elizabeth Taylor – La bisbetica domata (The Taming of the Shrew)

### Migliore attore straniero (Best Foreign Actor)
- Rod Steiger – La calda notte dell'ispettore Tibbs (In the Heat of the Night)
- Warren Beatty – Gangster Story (Bonnie and Clyde)
- Sidney Poitier – La calda notte dell'ispettore Tibbs (In the Heat of the Night)
- Orson Welles – Falstaff (Campanadas a medianoche)

### Migliore attrice straniera (Best Foreign Actress)
- Anouk Aimée – Un uomo, una donna (Un homme et une femme)
- Bibi Andersson – Persona / Il letto della sorella (Syskonbädd 1782)
- Jane Fonda – A piedi nudi nel parco (Barefoot in the Park)
- Simone Signoret – Chiamata per il morto (The Deadly Affair)

### Migliore attore o attrice debuttante (Most Promising Newcomer to Leading Film Roles)
- Faye Dunaway – E venne la notte (Hurry Sundown) / Gangster Story (Bonnie and Clyde)
- Michael J. Pollard – Gangster Story (Bonnie and Clyde)
- Peter Kastner – Buttati Bernardo! (You're a Big Boy Now)
- Milo O'Shea – Ulysses

### Migliore sceneggiatura per un film britannico (Best British Screenplay)
- Robert Bolt – Un uomo per tutte le stagioni (A Man for All Seasons)
- Paul Dehn – Chiamata per il morto (The Deadly Affair)
- Harold Pinter – L'incidente (Accident)
- Frederic Raphael – Due per la strada (Two for the Road)

### Migliore fotografia per un film britannico a colori (Best British Cinematography - Colour)
- Ted Moore – Un uomo per tutte le stagioni (A Man for All Seasons)
- Carlo Di Palma – Blow-Up (Blowup)
- Nicolas Roeg – Via dalla pazza folla (Far from the Madding Crowd)
- Freddie Young – Chiamata per il morto (The Deadly Affair)

### Migliore fotografia per un film britannico in bianco e nero (Best British Cinematography - Black and White)
- Gerry Turpin – The Whisperers
- Raoul Coutard – Il marinaio del Gibilterra (The Sailor from Gibraltar)
- Wolfgang Suschitzky – Ulysses
- David Watkin – E il diavolo ha riso (Mademoiselle)

### Migliore scenografia per un film britannico a colori (Best British Art Direction - Colour)
- John Box – Un uomo per tutte le stagioni (A Man for All Seasons)
- Ken Adam – Agente 007 - Si vive solo due volte (You Only Live Twice)
- Carmen Dillon – L'incidente (Accident)
- Assheton Gorton – Blow-Up (Blowup)

### Migliori costumi per un film britannico a colori (Best British Costume - Colour)
- Elizabeth Haffenden, Joan Bridge – Un uomo per tutte le stagioni (A Man for All Seasons)
- Alan Barrett – Via dalla pazza folla (Far from the Madding Crowd)
- Elizabeth Haffenden, Joan Bridge – Lo squattrinato (Half a Sixpence)
- Julie Harris – James Bond 007 - Casino Royale (Casino Royale)

### Migliori costumi per un film britannico in bianco e nero (Best British Costume - Black and White)
- Jocelyn Rickards – E il diavolo ha riso (Mademoiselle)
- Jocelyn Rickards – Il marinaio del Gibilterra (The Sailor from Gibraltar)

### Miglior documentario (Robert Flaherty Documentary Award)
- Morire a Madrid (Mourir à Madrid), regia di Frédéric Rossif
- Famine, regia di Jack Gold
- The Things I Cannot Change, regia di Tanya Ballantyne

### Miglior cortometraggio (Best Short Film)
- Indus Waters, regia di Derek Williams
- Mafia No!, regia di John Irvin
- Opus, regia di Don Levy
- Rail, regia di Geoffrey Jones

### Premio UN (UN Award)
- La calda notte dell'ispettore Tibbs (In the Heat of the Night)
- Il Vangelo secondo Matteo, regia di Pier Paolo Pasolini